# Alden (village, New York)
Pour les articles homonymes, voir Alden.
Ne doit pas être confondu avec Alden (New York).
Alden est un village situé dans le comté d'Érié, dans l'État de New York, aux États-Unis,. En 2010, il comptait une population de 2 605 habitants, estimée au 1er juillet 2019 à 2 569 habitants.

## Démographie
Lors du recensement de 2010, le village comptait une population de 2 605 habitants. Elle est estimée, en 2019, à 2 569 habitants.